# Selinum seguieri
Selinum seguieri är en flockblommig växtart som beskrevs av Nikolaus Joseph von Jacquin. Selinum seguieri ingår i släktet krusfrön, och familjen flockblommiga växter. Inga underarter finns listade i Catalogue of Life.